# یواس‌اس لاف (دی‌یی-۵۸۶)
یواس‌اس لاف (دی‌یی-۵۸۶) (به انگلیسی: USS Lough (DE-586)) یک کشتی بود که طول آن ۳۰۶ فوت (۹۳ متر) بود. این کشتی در سال ۱۹۴۴ ساخته شد.